# Life Is Trouble
Life Is Trouble ist eine Filmkomödie von Darnell Martin, produziert 1994 in den USA.

## Handlung
Lisette Linares ist seit zehn Jahren mit Chino verheiratet und hat drei Kinder. Die Familie lebt in der Bronx. Chino stiehlt eine Stereoanlage und kommt ins Gefängnis. Lisette findet eine Arbeit, wo sie bald befördert wird und mit dem Chef flirtet.
Chino wird eifersüchtig. Er zwingt nach seiner Haftentlassung Lisette dazu, dass jeder der Eheleute seine Seitensprünge auf einem Blatt aufschreibt und dem anderen gibt. Chino wundert, dass die Liste seiner Frau kurz sei. Sie geht schlafen.

## Kritiken
- Roger Ebert schrieb in der Chicago Sun-Times, dass die Weise, in der die Details gezeigt würden, den Film interessant mache. Er habe dank Darnell Martin viel Energie.[1]  1. ↑  Roger Ebert

## Auszeichnungen
- 1994: New York Film Critics Circle Award für Darnell Martin
- 1995: Nominierungen für den Independent Spirit Award für Lauren Vélez, Jon Seda, die Produzenten und Alexander Gruszynski